# Tommaso Salvini: il periodo italiano

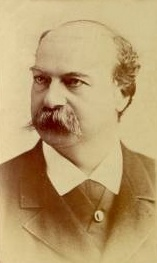
Tommaso Salvini

Dopo l'esperienza della Repubblica Romana e l'espulsione dal Granducato di Toscana, Luigi Domeniconi si offre come garante e gli consente di rientrare a Roma nel 1850 con la sua compagnia. La censura è stata ripristinata fino ad imporre regole al limite dell'assurdo. Le opere a sfondo patriotico vengono bandite, nei testi vengono proibite parole come Italia, nazione o patria, è vietato accostare in scena i colori bianco rosso e verde anche in modo indiretto o fortuito. Tutti i riferimenti a Dio o alla chiesa sono banditi, il suon dell' Ave Maria diventa le squilla della sera.

## Il ritorno a Roma con Domeniconi

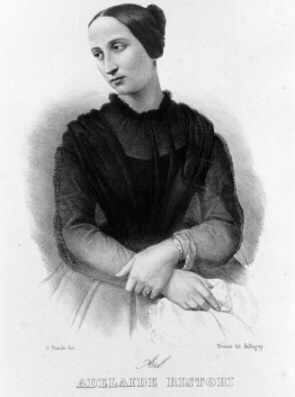
Adelaide Ristori

Giunto a Roma Salvini si rende subito conto del diverso clima e di quanto sia diventato più pericoloso. Per tutto il 1850-51 terminate le recite si isola e si dedica allo studio. Dopo aver abbandonato la scuola a 12 anni era stato Gustavo Modena ha formarlo sulla scena. Salvini sente la mancanza di basi classiche e con la determinazione che lo contraddistingue si dedica alla lettura, inizia dalle poesie, prosegue con drammi e commedie, ed in ultimo i classici italiani..
È un momento di approfondimento, vede ed osserva i colleghi per trovarne pregi e difetti così da capire i suoi, riconoscerà in sé il tendere a eccedere con i gesti e con la voce,;è l'inizio di un lavoro di approfondimento, come riporterà nella sua autobiografia.
«Paragonai gli eroi dell'antica Grecia con quelli Celtici, i Romani con quelli del Medio Evo; e ne studiai i caratteri, le passioni, i costumi, le tendenze; per modo che, allorquando mi si dava a rappresentare uno di questi tipi, lo studiavo nel suo ambiente, cercavo di vivere con lui, ed esporlo come l'immaginazione lo fìngeva»
All'inizio del 1851 Adelaide Ristori lascia la compagnia e passa nella Compagnia Reale Sarda per poi inaugurare la stagione delle tournée all'estero, è Amalia Fumagalli a sostituirla nel ruolo di prima attrice.
In questi anni assiste al teatro Metastasio alle rappresentazioni della famosa attrice francese Elisabeth Rachel Félix da cui viene favorevolmente colpito.
È di questi anni il pesante scontro con il drammaturgo Paolo Ferrari colpevole di aver attribuito al Salvini l'insuccesso della messa in scena di una sua opera.

Va ricordato che il rapporto tra drammaturgo o traduttore e il Grande Attore come Salvini vede quest'ultimo nella posizione di committente, che, una volta deciso il carattere del personaggio rivede il testo con tagli e modifiche atte a mettere in evidenza questo aspetto. Paolo Ferrari come Achille Torelli è uno dei primi poeti drammaturghi che vuole avere una parte attiva nella messa in scena, definendo nel sottotesto dettagli di scena, interazione tra i personaggi e stati d'animo. Ferrari anticipa, seppur in modo embrionale quella che sarà l'evoluzione derivante dalla comparsa della figura del drammaturgo-regista che si avrà nel XX secolo con Luigi Pirandello.

Cerca invano un punto di incontro con il Ferrari, non trovandolo, arriva quindi alla decisione di escluderlo per sempre dal suo repertorio, questa sarà una delle clausole in tutti i suoi contratti. Nonostante ciò, nella sua biografia riterrà il Ferrari come uno dei pochi buoni autori italiani.
«Quando si escludono un Paolo Ferrari, un Paolo Giacometti, e un Gherardi del Testa, che con tanto prestigio professarono quest'arte, gli altri si ponno chiamare dei dilettanti: Magistrati, Deputati, Avvocati, Impiegati, Artisti, Commercianti, Industriali, tutto fanno fuorché l'autore drammatico.»
Siamo al 1853 la paga è salita a 5500 lire toscane, aggiunge alle sue letture Shakespeare e Voltaire, la figura del Sultano nella Zaira lo appassiona fin dall'inizio; le rappresentazioni si fanno sempre più frequenti, e Salvini non trova più il giusto spazio da dedicare alla preparazione dei personaggi; per la preparazione della stagione 1853 si ritira a Firenze con l'obiettivo di preparare tre sole parti, Saul, Otello e Orsomane nella Zaira.
Terminata la stagione, nel 1853, lascia la compagnia Romana.

## Studio e compagnia Zannoni

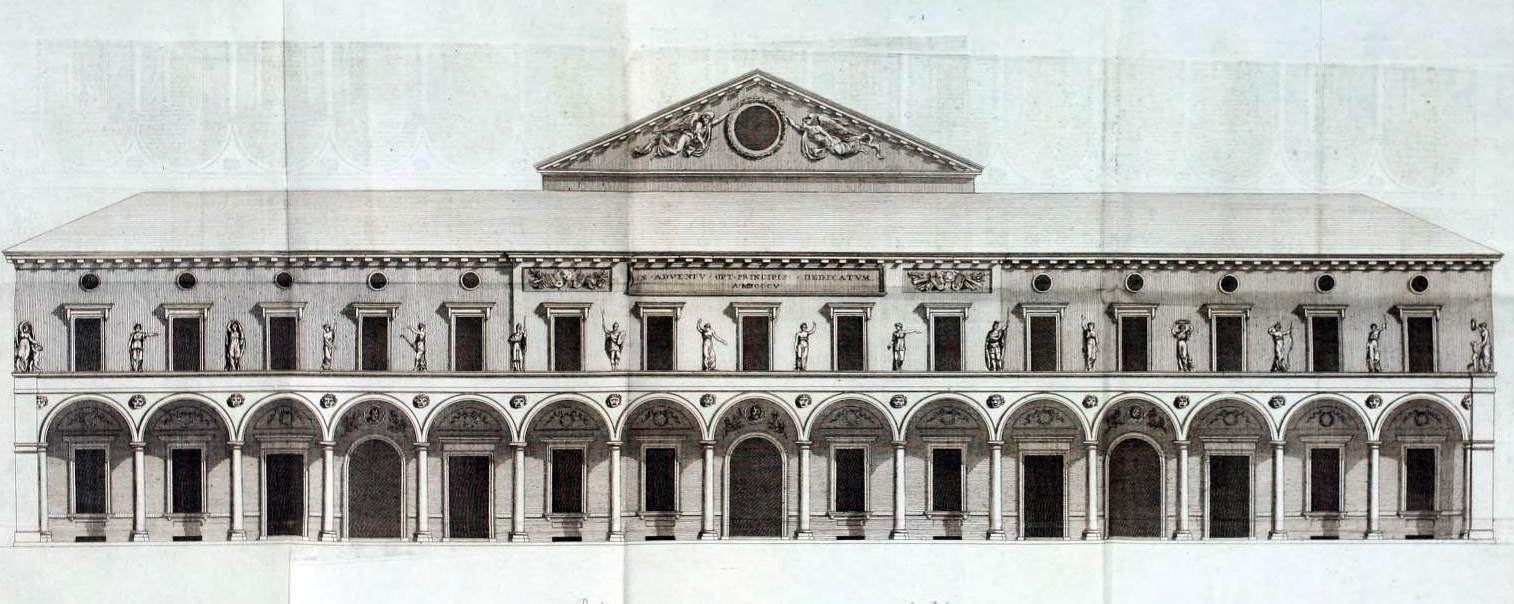
Teatro del Corso Bologna

Nella Quaresima del 1853 collabora con la compagnia Zannoni al Teatro del Corso in Bologna, portano in scena la Zaira, ancora una volta come a Roma si deve confrontare con il ricordo lasciato dal Lombardi, è l'occasione di esordire con il personaggio di Orsomane, acquistato un abito di scena adeguato ottiene il successo sperato.
Torna a Firenze e prosegue la preparazione dei tre personaggi (Otello,Saul e Orsomane), a parte le poche collaborazioni con la compagnia Zannoni, si dedica a fondo al lavoro di studio, per il Saul legge la Bibbia al fine di entrare nello stato d'animo e nel contesto storico del personaggio, analogamente per l'Otello studia la storia della Repubblica di Venezia e l'invasione dei Mori in Spagna.
Il lavoro di studio si amplia prendendo lezioni di musica che lo portano a cantare il duetto del Belisario, l'aria della Maria di Rohan e la Settimana d'amore.

La produzione italiana di testi non è particolarmente ricca, come tutti i Grandi attori è attratto da Shakespeare. Fino ad ora le sue opere in Italia non hanno riscosso grandi successi, il Modena aveva provato nell Otello ma aveva dovuto interrompere la recita per la disapprovazione del pubblico. Saranno proprio Ernesto Rossi e Tommaso Salvini a far cambiare opinione al pubblico italiano ed a diffondere in Italia le opere di Shakespeare.

## Compagnia Dondini

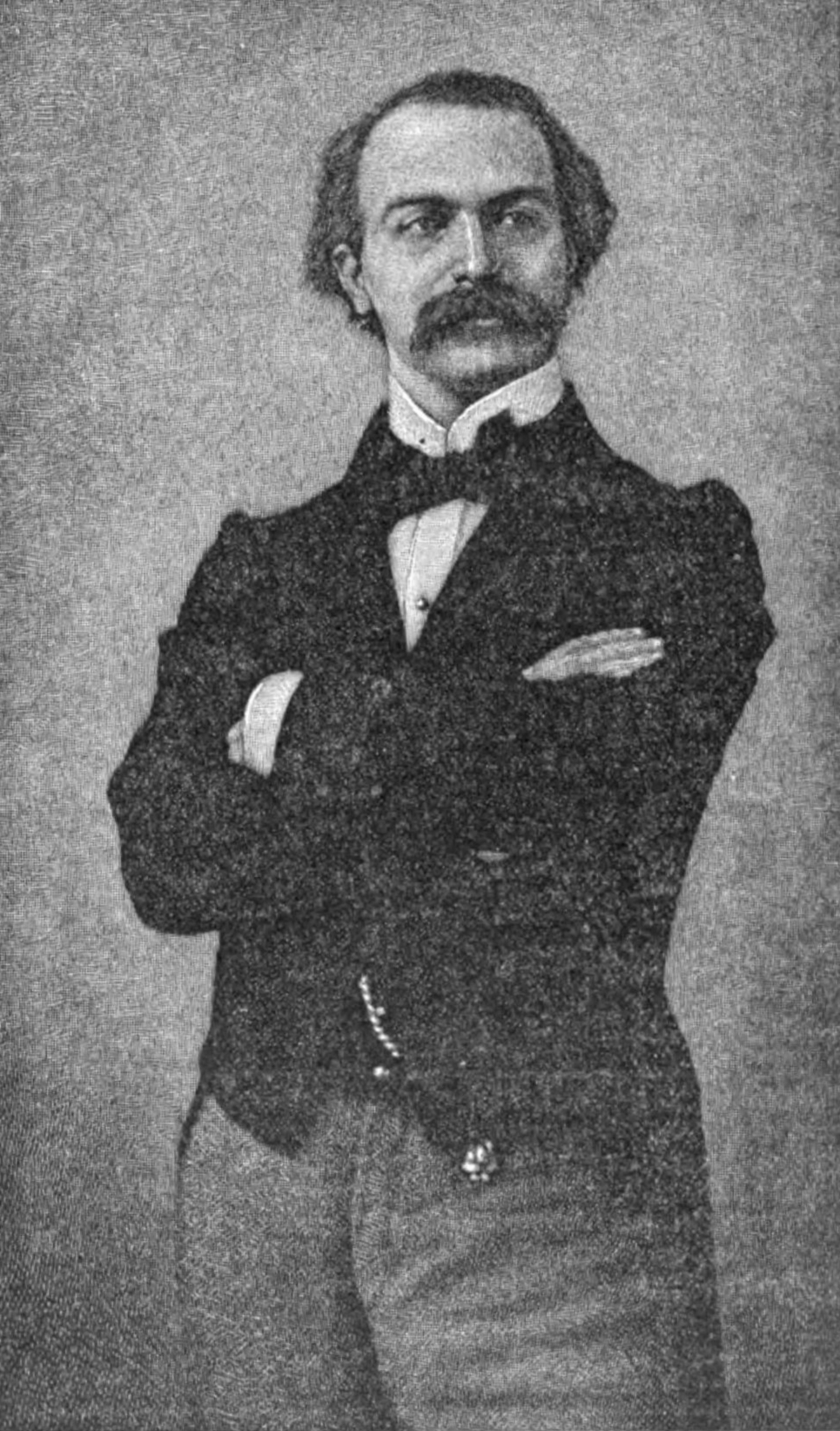
Tommaso Salvini a 28 anni

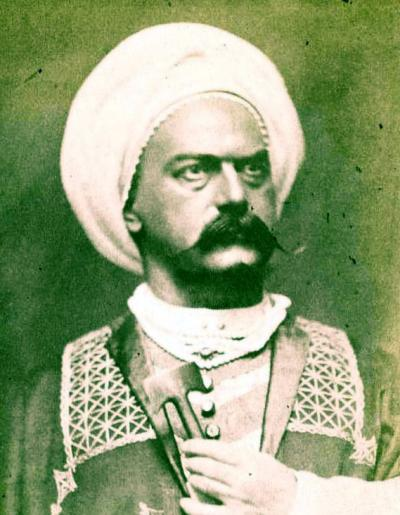
Tommaso Salvini Otello

Nel 1854 entra nella compagnia Astolfi che ha come prima attrice Carolina Santoni, la quale sarà sostituita da Giuseppina Casali, come brillante Gustavo Pieri.
A Bologna trova la città in piena epidemia di colera, qui il capocomico Astolfi contrae la malattia ed a Pistoia muore; Gustavo Pieri prende in carico la compagnia e Salvini resta con lui per tutto il 1855.

Nel 1856 entra nella compagnia di Cesare Dondini come primo attore, ha un contratto che gli lascia ampia libertà di scelta delle parti, come è d'uso per il ruolo, e un compenso di 9000 lire annue; Clementina Cazzola è nella compagnia dal 1851 ed ha il ruolo di prima attrice .

Per la prima volta dopo Adelaide Ristori, ritrova l'affiatamento con la prima attrice; in alcuni casi fatica lui stesso a tenerne il passo.

Inizia a consolidare il suo repertorio che nel 1856 presenta la Zaira, la Suonatrice di arpa, l' Oreste, il Saul e l'Otello; è nel pieno del suo momento shakesperiano, di Otello ha una sua precisa e definita visione, elimina o modifica radicalmente tre scene; elimina la scena di Cassio con il racconto del fazzoletto, modifica la scena in cui Otello soffoca Desdemona e quella del suicidio.
Nel giugno del 1856 a Vicenza con Clementina Cazzola nel ruolo di Desdemona e Lorenzo Piccinini nel ruolo di Jago esordiscono con l'Otello, prima assoluta per quella città. Nonostante gli allestimenti di qualità lo spettacolo non ottiene i favori del pubblico,

stessa sorte a Venezia nelle successive repliche e con Amleto. Ernesto Rossi a Milano ha pressoché gli stessi risultati.

I primi successi con Shakespeare arrivano a Roma, stringe un accordo con Giulio Carcano per le traduzioni e adattamenti, la perseveranza nel proporre Shakespeare da i suoi risultati e da questo momento sono gli impresari a richiedere l'Otello come clausola obbligatoria nei contratti.
Il suo repertorio si va sempre più definendo con l'aggiunta del Re Lear e del Sansone che gli scrive Ippolito d'Aste.

La compagnia arriva a Parigi nel 1857 dove portano in scena la Zaira di Voltaire come primo spettacolo, la speranza è di guadagnarsi subito il favore dei francesi; Clementina Cazzola, intimorita dal successo avuto pochi anni prima da Adelaide Ristori e dalla autoctona Rachel, non è con la compagnia e lascia la parte ad Alfonsina Aliprandi.
A Parigi, né La Zaira né Il Saul hanno successo, il pubblico è scarso e la critica è negativa, le opere sono ritenute troppo vecchie.
È l'Otello a dare una svolta alla stagione Parigina, anche sotto l'aspetto economico, oltre al successo di pubblico trovano l'approvazione della Comédie française e della critica. L'eco del successo ottenuto in Francia porta ad un grande aumento delle richieste ed il 1858 vede un ulteriore incremento dei ricavi.
Rientrati in Italia dalla Francia, in ferrovia fino a Lione ed in diligenza poi, proseguono verso la Sicilia. A Torino il primo tentativo appoggiato da Cavour di una compagnia nazionale fallisce.
Clementina Cazzola ha già sottoscritto un contratto che dal 1859 la vedrà con il Domeniconi, durante l'estate si ricongiunge alla compagnia in Romagna dove ha inizio la loro relazione sentimentale. Clementina è sposata con l'attore Giovanni Brizzi,
ma come si evince dalle lettere riportate nella biografia redatta dal nipote Celso Salvini il rapporto tra Clementina e Tommaso è sempre più intimo:
«... Si, amico mio, io t'amo da quell'epoca, e considera tu quanto debba aver patito, combattuta ogni giorno com'ero fra l'amore e il dovere. ...»
Ottenuto il consenso alla separazione da Giovanni Brizzi, Clementina e Tommaso con la compagnia arrivano in Sicilia ed a Catania la relazione viene resa di pubblico dominio; Clementina Cazzola otterrà la separazione legale nel marzo del 1859.
Nel 1859 Clementina Cazzola, dovendo onorare il contratto con il Domeniconi, lascia la compagnia per entrare nella compagnia Romana, ed è in attesa di un figlio. Il 24 maggio a Civitavecchia, mentre cerca di raggiungere Firenze per partorire, nasce il primogenito battezzato Gustavo in omaggio al maestro Gustavo Modena.

Come si evince dalle lettere di Clementina a Tommaso, la preoccupazione per la guerra che incombe è massima, e teme per un suo coinvolgimento:
«... In nome di Dio non ti immischiare in nulla, veh!. Ricordati che sei padre! sii prudente nell'emettere la tua opinione, qualunque essa sia!»
Termina anche la stagione del 1859 con gli effetti negativi, seppur lievi, della seconda guerra d'Indipendenza, con l'Otello ha avuto la sua consacrazione.

## Compagnia Reale dei Fiorentini di Napoli

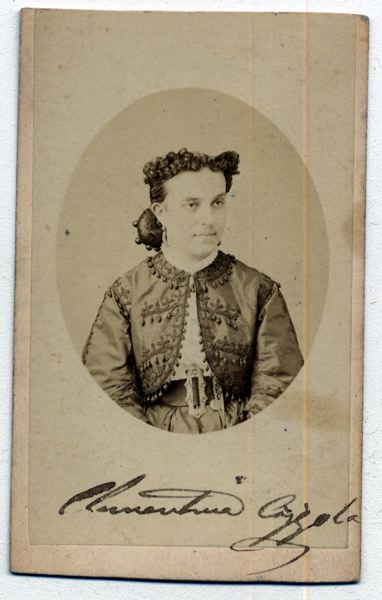
Clementina Cazzola

Nel 1860 lascia la compagnia Dondini ed entra nella Compagnia Reale dei Fiorentini di Napoli dell'allora direttore Adamo Alberti con il ruolo di primo attore. Il contratto è annuale e contempla un compenso è di 16000 lire austriache, il diritto di scelta delle parti e delle opere compresa l'esclusione delle opere delle commedie di Paolo Ferrari, autore con cui si era pesantemente scontrato.
L'ambiente poco vitale della compagnia non è molto diverso da quello lasciato 15 anni prima, un attore ormai famoso come Salvini incute timore, soprattutto nell'Alberti. Tra i suoi componenti, nuovi e vecchi, vi sono oltre ad Adamo Alberti: Luigi Marchionni, il vecchio Luigi Taddei, la Monti, Severo ed Enrico Alberti, Fanny Sadowsky e Angelo Vestri, unico altro giovane.
Nonostante il diritto di scelta non riesce a debuttare con la Zaira la negoziazione con Adamo Alberti porta al debutto con La Pamela di Goldoni, ma, dopo il successo riscosso, l'Alberti si vede costretto a superare i problemi e mettersi in condizione di portare in scena i drammi del repertorio di Salvini al quale si aggiunge una nuova opera tedesca, Il Figlio delle Selve di F. Halm.
Il 22 maggio 1860 nasce la secondogenita Emilia Salvini.

Sul finire del 1860 Napoli viene liberata dai Garibaldini e con la fine del Regno delle due Sicilie, sancita formalmente il 20 marzo 1861 con la resa ultima roccaforte borbonica, finiscono anche i privilegi e le sovvenzioni della Compagnia Reale dei Fiorentini di Napoli e con essi la censura. L'Italia è liberata e Tommaso si prodiga per portare il suo maestro Gustavo Modena, su indicazione dello stesso Modena, al Teatro del Fondo di Napoli e ottiene il permesso dall'Alberti di organizzare una piccola compagnia allo scopo.
Purtroppo arrivato a Napoli la salute del Modena non gli consente di presentarsi in scena e dopo una sosta di alcuni giorni Salvini riesce solo ad incontrarlo con la moglie Giulia per una cena, dopodiché il Modena torna a Torino. Salvini gli chiede di venire a teatro a vedere una sua recita, e il Modena risponde di averlo già visto
«l' Amleto non ti lo pol far che ti! El quarto atto del Saul, lo fasso megio mi; ma el quinto, ti lo fa megio ti»:
Questa risposta del Maestro lo rende fiero più di qualunque critica. Terminato il rapporto con la Compagnia Reale dei Fiorentini di Napoli nel febbraio del 1861 allestisce la sua prima propria compagnia.

## Prima compagnia Salvini

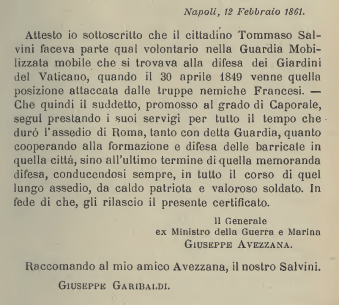
Encomio dal Generale Giuseppe Avezzana

Con la compagnia appena fondata, tra cui vi sono Clementina Cazzola, Isolina Piamonti, il fratello Alessandro e Gaetano Coltellini, è a Torino. Quando viene a conoscenza della morte del suo maestro Gustavo Modena avvenuta il 20 febbraio 1861

sospende l'esordio previsto al teatro Carignano.
La prima rappresentazione è la Pamela Nobile e nonostante la concorrenza sia di Ernesto Rossi al Teatro Gerbino che della compagnia francese Meynadier al Teatro Scribe i risultati sia artistici che economici sono buoni.

A febbraio di questo stesso anno riceve l'encomio dal generale Avezzana per i contributi dati negli eventi del 30 aprile 1849 a Roma.
Pubblico e critica sono divisi in due fazioni, salviniani e rossiani, un articolo de La Stampa, anche se relativo al 1868 rende l'idea del clima dei Salvinomani.

In questo stesso anno un critico Rossiano, Domenico Botto, attore dilettante, attacca in più occasioni sulla Gazzetta di Torino Salvini e anche direttamente Clementina Cazzola. Salvini cerca un incontro chiarificatore, ma la situazione degenera e il giornalista ha la peggio, quest'ultimo non contento lo sfida a duello, la scelta dell'arma cade sulla sciabola, e vista la sua abilità nella scherma, ha la meglio. Questo episodio, non gli dà i favori della stampa del momento.
Con la moglie ricevono molti copioni, e tra questi nel maggio del 1861 quello che sarà con l'Otello il suo "cavallo di battaglia", la Morte Civile di Paolo Giacometti, dramma sul tema della separazione. Salvini decide di metterlo in repertorio con alcune varianti trovando un accordo con l'autore.
Nell'autunno del 1861 e per la stagione 1861 1862 a Roma al Teatro Valle deve portare sedici commedie nuove e sedici farse nuove, tra queste vi è la Morte Civilee ottiene un buon successo.
Il 21 dicembre 1861 nasce il terzo figlio Alessandro.
Dalla metà del 1862 iniziano ad esserci dissidi in seno alla compagnia, nel 1863 la chiude e dalla stagione 1864 con la compagna Clementina Cazzola sarà nella Compagnia Reale dei Fiorentini di Napoli.

## Compagnia Reale dei Fiorentini di Napoli

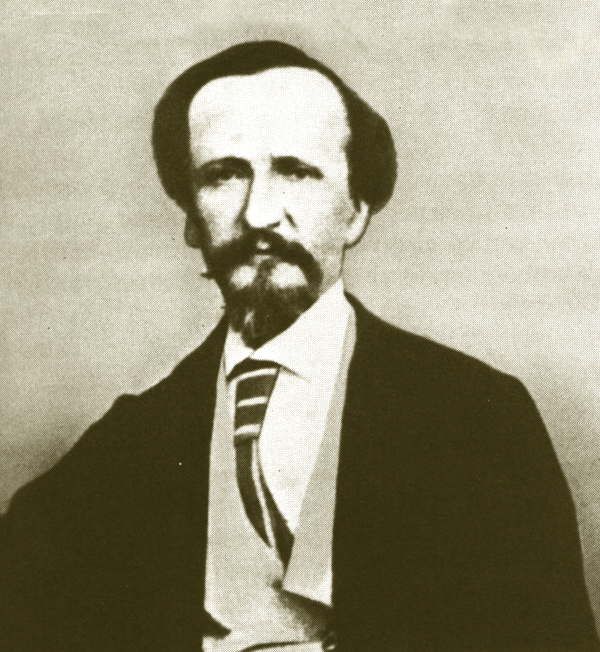
Giacometti Paolo

A marzo del 1863 nasce il quarto figlio Mario.

In attesa di rientrare a Napoli si unisce ad Antonio Stacchini nella sua compagnia, durante una recita in Otello al teatro Carcano di Milano riceve in dono 10 Napoleoni da Umberto di Savoia, le presenze alle sue rappresentazioni della famiglia Reale si susseguirono anche successivamente.
Durante un periodo di sosta si reca in visita a Londra, soggiorna al 58 di Queen Anne Street, qui prende contatto con alcuni teatri tra i quali il teatro Saint-James dove assiste alle recite di Carlo Fechter.

Con la stagione 1864 con Clementina Cazzola ha inizio il contratto triennale con la Compagnia Reale dei Fiorentini di Napoli di Adamo Alberti.
Achille Majeroni, Fanny Sadowski e Luigi Taddei avevano lasciato la compagnia ed erano passati con la compagnia del Teatro del Fondo portando con sé un buon numero di abbonamenti; già dalla prima stagione con Salvini la compagnia recupera un buon numero di abbonati e il successo de La Morte Civile di Giacometti è oramai una certezza.
Le due compagnie nonostante la concorrenza sono in buoni rapporti e nel 1865 la compagnia del Teatro del Fondo lascia Napoli.
Il repertorio è quello classico, oltre a La Morte Civile porta in scena L' Otello, La Zaira e Il Moro di Venezia, Salvini era soddisfatto, e come scriverà poi nella sua autobiografia con riferimento ad una rappresentazione de Il Moro di Venezia
«Tutto era unisono, immediato, concorde. L'artista, il personaggio e il pubblico avevano lo stesso sentimento, un'anima sola.»
In occasione delle celebrazioni per i seicento anni dalla nascita di Dante Alighieri nel maggio del 1865 viene invitato, con Adelaide Ristori, Ernesto Rossi e Gaetano Gattinelli a Firenze per la lettura di alcuni cantici al Teatro Pagliano alla presenza del Re Vittorio Emanuele e di altre alte cariche dello Stato.
In quella occasione il 13 maggio prende parte a La Francesca da Rimini al Teatro Niccolini nella parte di Lancillotto con Adelaide Ristori come Francesca, Ernesto Rossi in Paolo e Lorenzo Piccinini in Guido da Polenta, la critica, anche Rossiana elogia la sua interpretazione del Lancillotto. A celebrazione dell'evento sarà posta un'epigrafe nel vestibolo del teatro stesso.

Con Adamo Alberti costituisce una Società di mutuo soccorso fra gli artisti drammatici di cui nel 1865 è presidente.

Nello stesso anno viene insignito dell'Ordine dei Santi Maurizio e Lazzaro.

Nel 1866 Clementina Cazzola, sei mesi prima del termine della scrittura, si ammala di tisi e si ritira a Firenze, nello stesso anno Paolo Giacometti gli consegna la tragedia Sofocle da lui commissionata, Salvini porterà nella morte del personaggio lo stato d'animo derivante dalla malattia della compagna.

## Compagnia Salvini 1867

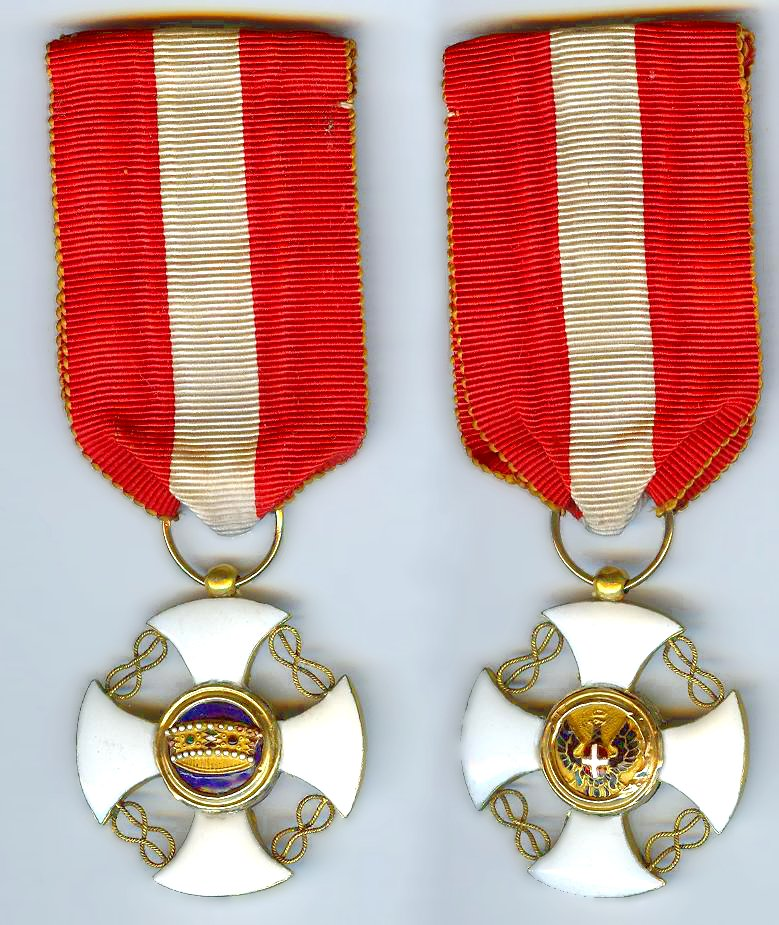
Ordine della Corona d'Italia

Nel 1867 si rimette a capo di una nuova compagnia e sta facendo costruire la casa in via Gino Capponi a Firenze, Clementina Cazzola la compagna di scena e di vita si aggrava.
L'anno seguente 1868 in sostituzione della M. Bozzo prende come prima attrice Virginia Marini con cui aveva già lavorato a Napoli dal 1864 al 1866 come prima amorosa.
Durante l'estate del 1868 in una lunga stagione al Teatro Politeama a Firenze, capitale del Regno d'Italia, il Re Vittorio Emanuele, estimatore di Salvini, si reca spesso ad assistere alle sue rappresentazioni e nell'estate del 1868 lo convoca a Palazzo Pitti per insignirlo dell'onorificenza di Ufficiale dell'Ordine della Corona d'Italia con decreto sulla Gazzetta Ufficiale del Regno d'Italia N. 183 del 7 luglio 1868.

Il 31 agosto del 1868 Clementina Cazzola, ammalata di tisi, muore a Firenze.

Da ottobre a dicembre è a Torino al Teatro Gerbino

debutta con la Suonatrice d'Arpa il 31 ottobre 1868,

il 3 novembre è in scena con il Figlio delle Selve e nonostante le dimostrazioni dentro e fuori dal teatro per l'anniversario della battaglia di Mentana riesce a concludere lo spettacolo con l'approvazione della critica e del pubblico.

Qualche lettore della Gazzetta Piemontese non è soddisfatto del suo Amleto.

Il 2 dicembre Salvini va in scena con Otello per la sua beneficiata

che come di consueto riempie la sala, Salvini il giorno seguente risponde sulla Gazzetta Piemontese alla critica del lettore affermando che non esistono miglior traduzioni di quelle del Carcano.

Il 23 dicembre è l'ultima rappresentazione a Torino.